# Dementia 13
Dementia 13, lançado no Reino Unido como The Haunted and the Hunted, é um filme norte-americano de terror-thriller de 1963 dirigido e escrito por Francis Ford Coppola e produzido por Roger Corman. É estrelado por William Campbell, Patrick Magee, e Luana Anders.

## Sinopse
Dementia 13 conta a história de uma maldição envolvendo uma nobre família irlandesa que vive no enorme Castelo Haloran, uma edificação de pedra no melhor estilo gótico, e que foi atingida pela tragédia  da morte de Kathleen (Barbara Dowling), uma jovem criança que se afogou no lago da residência quando brincava com seu irmão Billy. Após o acidente fatal, a família se separou ficando apenas a matriarca Lady Haloran (Eithne Dunn) vivendo no castelo com seus criados Arthur (Ron Perry) e Lillian (Derry O´Donovan). Porém, a família, formada ainda pelos irmãos John (Peter Read), o escultor de estátuas Richard (William Campbell) e o jovem Billy Haloran (Bart Patton), se reúne todos os anos para celebrar o memorial da morte da irmã Kathleen. Passados alguns anos da morte da garota, quando a família reúne-se novamente para mais um memorial, um assassino começa a atuar nas imediações do castelo utilizando um machado para dilacerar suas vítimas.

## Elenco
- William Campbell como Richard Haloran
- Luana Anders como Louise Haloran
- Patrick Magee como Dr. Justin Caleb
- Bart Patton como Billy Haloran
- Eithne Dunne como Lady Haloran

## Recepção
O filme foi lançado no outono de 1963, como o recurso de suporte de um programa duplo com X: The Man with the X-Ray Eyes, de Corman. Por causa de sua produção apressada e um roteiro um tanto incompreensível, avaliações críticas de Dementia 13 têm sido mistas. O The New York Times indeferiu o filme: "Sob a direção impassível de Francis Coppola, que também escreveu o roteiro, a imagem salienta sangue, ao invés da atmosfera, e quase enterra um enredo bastante viável." Michael Weldon, em The Psychotronic Encyclopedia of Film, notou que tinha "[um] grande truque final, alguns assassinatos verdadeiramente chocantes com machados sangrentos, e um monte de filmagens criativas." Tom Raynes, no Time Out Film Guide, disse que "a localização (um castelo irlandês) é usada imaginativamente, a atmosfera gótica é adequadamente potente, e há uma participação especial maravilhosamente afiada de Patrick Magee...". Danny Peary, em seu Guide for the Film Fanatic, afirmou que, apesar do enredo "irremediavelmente confuso", "...as sequências de terror são muito emocionantes."
The Aurum Film Encyclopedia: Horror de Phil Hardy opinou que "percebe-se a presença de um diretor desde a sequência de abertura temperamental...uma parte de alto melodrama gótico...A fraqueza do filme está no roteiro, que dá todos os indícios de ter sido agrupada no último minuto...". John Charles, da Video Watchdog, escreveu que o filme era "um thriller incrivelmente confiante e proficiente. Vários de seus componentes sugerem a criatividade que ainda estava por vir de Coppola, e o produto final é uma prova de sua ingenuidade...". Kim Newman opinou que "Coppola...trabalha rápido e criativo em Dementia 13, tornando memoráveis, pequenas sequências chocantes fora dos assassinatos e a assombração implícita, usando suas localizações bem e destacando a facilidade inesperada como um rádio transistor borbulhando música pop distorcida como afunda em um lago junto com um cadáver recém-assassinado." Dementia 13 tem uma avaliação favorável de 65 por cento no site Rotten Tomatoes, dos 20 colaboradores pesquisados.